# NGC 4953/2
NGC 4953/2 је спирална галаксија у сазвежђу Кентаур која се налази на NGC листи објеката дубоког неба.
Деклинација објекта је - 37° 35' 49" а ректасцензија 13h 6m 8,1s. Привидна величина (магнитуда) објекта NGC 4953 износи 14,8 а фотографска магнитуда 15,6. NGC 49532 је још познат и под ознакама ESO 382-8A, MCG -6-29-9, VV 671, AM 1303-371, PGC 45343.